# Османска армия (15 – 19 век)
Класическата османска армия просъществува от формирането през 1451 г., непосредствено преди превземането на Константинопол (1453), от Мехмед II на редовна османска държавно-военна структура, и завършва с ликвидирането на еничарския корпус (1826). Османските военни успехи до края на дългата война се дължат на меритокрацията в армията.
Приема се, че възхода на класическата османска армия продължава до края на дългата война (1606) с Житваторогския мирен договор. Османската империя е първата средновековна държава, която поддържа редовна армия – след класическата Римска империя. Класическата османска армия се състои от редовна такава, османски флот и нередовна войска. Също така се поделя на централна (Константинопол; Одрин – за Румели и Бурса – за Анадолу, т.е. по стратегическите уджове) и провинциална (спахийска конница).

## История
Османският бейлик бележи своя възход и прерастване в империя, благодарение най-вече на своята армия. При Осман I армията е нередовна с всички белези на опълчение с азеби (т.нар. гази). Дружините на свободните селяни, които участвали във военни походи, били освобождавани от данъци. Кавалерията е първият род османска войска. Обсадата на Бурса, продължила 10 – 12 години, показала че, обсада само с кавалерия не носи успех, и била създадена османска пехота – яя или пияде. Пехотата била разделена на формирования от по 10, 100 и 1000 воини, начело на които съответно били онбашия, юзбашия и бинбашия. 
При султан Орхан I се създава полуредовна кавалерия, организирана в корпус на мюселимите. Военното поделение на мюселимите се състояло от 30 конника. От края на XIV век мюселимите и юруците са използват за военноспомагателни дейности. Със създаването на еничарски корпус се прекратени наборите яя, чийто отличителен белег бил белия калпак. Яя остава ирегулярна войска. Селим I дава право на еничарите да се женят, а Селим II – да наследяват бащите си в еничарския корпус. Интересна особеност е, че в сръбските земи еничарите били набирани само от ислямизирани семейства на бивши богомили – по системата кулук. Еничарите преминавали през три етапа на обучение. Еничарският корпус (оджак) се състоял от орти, командвани от яябашии, като към него се числели и ичогланите /в бившите османски столици Бурса, Одрин и в Истанбул/. В края на XIV век – началото на XV век в Одрин, а впоследствие в Константинопол, се формирал бостанджийския оджак. 
Главна османска ударна сила до дългата война в Румелия бил акънджийски корпус – лека кавалерия. Създаден от Кьосе Михал, по-сетне негови удж-бейове били изявени представители на фамилиите Михалоглу /Мизия/, Евреносоглу /Тракия/, Турханоглу /Македония/, Малкочоглу /Силистрия/.

## Капъкулу
Първият стълб във формирането на османската класическа професионална армия бил на аджемиогланите. Школата за обучение на бъдещите еничари била Аджеми оджака. Създаден в Галиполи от Мурад I, оджакът се състоял от 8 бюлюка, начело с бюлюкбашия. Най-красивите и интелигентни аджемиоглани били изпращани в сарайското училище Ендерун, в корпуса на ичогланите – дворцовата прислуга. В зависимост от успеха, измежду ичогланите се формирал османският държавен елит. След превземането на Константинопол (1453), Истанбулският аджемиоджак се състоял от 31 бюлюка и се помещавал между кварталите Шехзадебашъ и Везнеджилер. Командирът на елитния корпус носел титул „Истанбул агасъ“, т.е. ага на Истанбул. През годините броят на аджемиогланите бил:
- 7745 (1568 г.)
- 9406 (1609 г.)
- 4372 (1670 г.)[3]

Основна сила на класическата османска армия бил еничарския корпус. Числеността на еничарския корпус се променяла в годините в зависимост от политиката и военните потребности. Максималната си численост еничарският корпус достига в края на голямата турска война, преди сключването на Карловицкия мир, след която числеността на корпуса била редуцирана от Хюсеин паша Кьопрюлю.
| Година | 1400  | 1484 | 1523 | 1530 | 1547   | 1574   | 1582   | 1592   | 1609   | 1654   | 1666/67 | 1687/88 | 1699   | 1710/11 |
| ------ | ----- | ---- | ---- | ---- | ------ | ------ | ------ | ------ | ------ | ------ | ------- | ------- | ------ | ------- |
| Брой   | <1000 | 7841 | 7164 | 8407 | 12 131 | 13 599 | 16 905 | 23 232 | 37 627 | 51 047 | 47 233  | 62 826  | 67 729 | 43 562  |

Топчу оджакът бил артилерийския корпус на Османската империя. Създаден от Мурад I след формирането на еничарския корпус. Първите османски оръдия били дървени, но впоследствие те започнали да се изработват и от желязо, бронз и мед. Артилерията се развила доста при Мехмед II, който строи в новата османска столица леярна (топхане). През 1514 г. артилерийският корпус наброявал 348 артилеристи, но истинския апогей османската артилерия бележи при Сюлейман Великолепни, когато технически и качествено е най-съвършената в света. От 695 артилеристи през 1527 г., корпусът достига до 1204 през 1567 г. Заслуга за развитието на османската артилерия имат унгарски и немски майстори леяри. 
С развитието на артилерията започнали да се изработват по-големи и по-ефективни топове, за чието изтегляне започнали да се изработват специални оръдейни
каруци. Така се създал Топарабаджъларъ оджакът или корпусът на топ арабаджъларъ, който бил натоварен с изготвянето на лафети за оръдията и с превозването им. Поделения на корпуса имало разпръснати из всички градове и крепости на империята, където имало артилерия. Начело на корпуса бил арабаджъбашъ, а казармите им били в Топхане, Ахъркапъ или Шехремини.
Джебеджи оджакът включвал всички оръжейници на империята. Това е специалната част при капъкулу, която се занимава с ремонт на оръжия и осигуряване на оръжия на еничарите. Корпусът се разделял на две – бюлюк и джемаад. В столицата Истанбул се намирал техния склад за оръжия, наречен джебхане. Складове на джебеджиите се намирали в по-важните погранични османски крепости. Начело на корпуса бил джебеджибашията. Освен него в корпуса имало башкетхуда и четири кетхуди. Корпусът се състоял от 31 орти и 51 бюлюци. Максималната си численост османският артилерийски корпус достига в края на руско-турската война (1735 – 1739), преди сключването на Белградския мирен договор.
| Численост на османския артилерийски корпус по години 1514 – 1769 | Численост на османския артилерийски корпус по години 1514 – 1769 | Численост на османския артилерийски корпус по години 1514 – 1769 | Численост на османския артилерийски корпус по години 1514 – 1769 | Численост на османския артилерийски корпус по години 1514 – 1769 | Численост на османския артилерийски корпус по години 1514 – 1769 | Численост на османския артилерийски корпус по години 1514 – 1769 | Численост на османския артилерийски корпус по години 1514 – 1769 | Численост на османския артилерийски корпус по години 1514 – 1769 | Численост на османския артилерийски корпус по години 1514 – 1769 | Численост на османския артилерийски корпус по години 1514 – 1769 | Численост на османския артилерийски корпус по години 1514 – 1769 | Численост на османския артилерийски корпус по години 1514 – 1769 | Численост на османския артилерийски корпус по години 1514 – 1769 |
| Година                                                           | 1514                                                             | 1527                                                             | 1567                                                             | 1574                                                             | 1598                                                             | 1609                                                             | 1660                                                             | 1669                                                             | 1687                                                             | 1699                                                             | 1702                                                             | 1739                                                             | 1769                                                             |
| ---------------------------------------------------------------- | ---------------------------------------------------------------- | ---------------------------------------------------------------- | ---------------------------------------------------------------- | ---------------------------------------------------------------- | ---------------------------------------------------------------- | ---------------------------------------------------------------- | ---------------------------------------------------------------- | ---------------------------------------------------------------- | ---------------------------------------------------------------- | ---------------------------------------------------------------- | ---------------------------------------------------------------- | ---------------------------------------------------------------- | ---------------------------------------------------------------- |
| Топчии                                                           | 348                                                              | 695                                                              | 1204                                                             | 1099                                                             | 2827                                                             | 1552                                                             | 2026                                                             | 2793                                                             | 4949                                                             | 4604                                                             | 1269                                                             | 7279                                                             | 1351                                                             |
| Топарабаджълари                                                  | 372                                                              | 943                                                              | 678                                                              | 400                                                              | 700                                                              | 684                                                              | 282                                                              | 432                                                              | 670                                                              | 1074                                                             | 470                                                              | 2274                                                             | 180                                                              |
| Джебеджии                                                        | 451                                                              | 524                                                              | 789                                                              | 625                                                              | 3000                                                             | 5730                                                             | 4180                                                             | 4789                                                             | 3503                                                             | 9629                                                             | 2462                                                             | 9877                                                             | 3691                                                             |
| Общо                                                             | 1171                                                             | 2162                                                             | 2671                                                             | 2124                                                             | 6527                                                             | 7960                                                             | 6488                                                             | 8014                                                             | 9122                                                             | 15307                                                            | 4201                                                             | 19430                                                            | 5222                                                             |

Лахъмджъ оджакът бил своеобразния сапьорски корпус на империята. Сформирани от Мехмед I или Мурад II, тези части прераснали в корпус вероятно след успешната обсада на Константинопол през 1453 г. Зенитът на развитието си, корпусът достига по времето на Сюлейман Великолепни. Лахъмджиите копаели тунели
и достигали до стените на крепостите на врага, като разполагали там взривоопасни вещества и взривявали стените. Понякога се налагало да спират контраатаки на противниците, които също копаели тунели. Подслушвали почвата със специални методи, след което контраатакували врага.

### Османска гвардия
Капъкулу имал специална елитна кавалерия в шест подразделения – атлъ бюлюклери. Този корпус включвал сипахите, силяхдарите, десните улуфеджии, левите
улуфеджии, десните гарипи и левите гарипи. И този османски корпус бил организиран по времето на Мехмед II, а в него служели само синовете на висши дворцови велможи. Основата им дейност се състояла в охрана на султана по време на военен поход. Бюлюкът им се командвал от сипах агасъ. Към корпуса се числели и силяхдарите или оръженосците на султана. В мирно време на този елитен корпус бил поверен меча на Осман, като преди появата на падишаха на публични места те раздавали пари на бедните по волята на султана. Корпусът пазел и османското знаме.

### Специална сила
Бостанджийският оджак осъществявал охраната на османския султан, респективно бостанджиите били тайните служби на Османската империя. Начело на бостанджиите бил бостанджибашията. Още в Одрин бостанджиите пазели отвън султанския дворец, като и изпълнявали издадените от него смъртни присъди. 

### Странни воини
В класическата османска армия имало и странни воини. Това били делиите, които всявали буквално кошмар в противника със своята безумна смелост и облекло.

### Щандарт
Санджакбеят имал право на една конска опашка. Мирмираните – на две. Бейлербеите на Рум и Анадолу – на три. Падишахът, османски султан и халиф – на четири.
Еничарският корпус се отличавал с първата военна музика – еничарската.
Военната османска шапка преминава от бял калпак в бяла чалма „астар“. Парадната еничарска шапка била „юскуф“.

## Последствия
Класическата османска армия е една от най-добре организираните армии във военната история. За времето си. Благодарение на нея, османците стават господстваща политическа сила на трите континента около Средиземноморието, като Черно море до кючуккайнарджийския договор е вътрешноосманско.
Упадъкът на класическата османска армия започнал в края на XVI век и се проявил още по време на дългата война. Постепенно османската армия през XVII век с развитието на военните технологии и организация, станала неефективна, което подтикнало Хюсеин паша Кьопрюлю да действа пионерски и да я реформира. При управлението на султан Мурад III се появяват първите симптоми за нередности в османската военна машина. През 1591 г. избухва поредния бунт джеляли, като въстаниците били въоръжени с огнестрелно оръжие. Отрядите джеляли били наречени саръджа или секбан – млади анадолци, които предходно били наемани от османското правителство и въоръжени от него с огнестрелни оръжия. Османската власт се видяла в невъзможност да заплаща за услугите на тези анадолски и румелийски воини и те прераснали в сейменски отряди за охрана и частна армия на влашките господари и боляри през XVII век. За последно тези и такива въоръжени сейменски отряди се вдигат на въстание по времето на султан Мехмед IV, но са разбити в битката на Теляжен до Букурещ. Паралелно с тези събития, европейските държави напредват много във военната техника, военното изкуство и въобще във
всички сфери на обществените отношения през XVII век, докато Османската империя изостава от европейските страни по време на т.нар. военна революция. Последното проличава особено отчетливо по време на голямата турска война.
През XVIII век упадъкът на класическата османска армия е особено отчетлив и с избухването на руско-турската война (1768 – 1774) настъпва кърджалийско време. Онова за което Екатерина Велика не е могла и да мечтае, се случва след ликвидирането на еничарския корпус – Одрински мирен договор (1829), последван от Ункярискелесийски договор (1833).